# Мороча (Белопольский район)
Мороча (укр. Мороча) — село,
Гуриновский сельский совет,
Белопольский район,
Сумская область,
Украина.
Код КОАТУУ — 5920683007. Население по переписи 2001 года составляло 125 человек.

## Географическое положение
Село Мороча находится на правом берегу реки Павловка, которая через 2 км впадает в реку Крыга,
выше по течению на расстоянии в 1 км расположено село Степановка,
ниже по течению на расстоянии в 2 км расположено село Василевщина,
на противоположном берегу — село Речки.

## Объекты социальной сферы
- Фельдшерско-акушерский пункт.